# Ford Popular
La Ford Popular è una autovettura prodotta in Gran Bretagna dalla Ford dal 1953 al 1962.

## Versioni

### 103E (1953–1959)
La vettura era la più economica della gamma allora disponibile e montava un motore quattro cilindri in linea da 1.172 cm³ con valvole laterali.
La carrozzeria utilizzata sulla prima versione era quella della Ford Anglia degli anni immediatamente successivi la seconda guerra mondiale. Nel 1959 venne presentata una nuova versione che utilizzava la scocca della Anglia 100E, sempre con motore da 1.172 cm³, e questa versione rimase in produzione fino al 1962. L'auto era piuttosto spartana: non aveva riscaldamento, le rifiniture interne erano in vinile e poche erano le parti cromate.
La produzione totale fu di circa 150.000 esemplari. Gran parte del successo della Popular fu dovuto sia al suo basso costo di acquisto, rispetto ad altri modelli dell'epoca, sia alla scarsa disponibilità, nei primi anni del secondo dopoguerra, di vetture usate.

### 100E (1959–1962)
Nel 1959 venne introdotta una nuova versione della Popular che rimase in commercio fino al 1962. Come la progenitrice, non era nient'altro che un'Anglia uscita di produzione. Questa volta il modello interessato era il 100E che venne motorizzato con un 1172 cm³ a valvole laterali da 36 cv. I freni diventarono idraulici a tamburo da 180 mm di diametro.
Negli anni successivi, questa macchina divenne popolare fra i preparatori di hot rod grazie al suo peso contenuto. Ironicamente, questa moda di potenziare la 100E iniziò negli Stati Uniti, ma con il tempo la vettura divenne definitivamente l'hot rod britannico per eccellenza.
La rivista The Motor testò la Popular 100E nel 1960 rilevando una velocità massima di 112.5 km/h e un'accelerazione 0–80 km/h in 19,6 secondi. I consumi furono di 8.51 l/100 km.